# لورنس روزنتال
لورنس روزنتال (بالإنجليزية: Laurence Rosenthal)‏ (و. 1926 – م) هو ملحن، وموسيقي من الولايات المتحدة الأمريكية. ولد في ديترويت، ميشيغان. 

## التعليم
تعلم في مدرسة إيستمان للموسيقى.

## جوائز وترشيحات
حصل على جوائز منها:
- جائزة إيمي.

ترشح لـ:
- جائزة الأوسكار لأفضل فيلم موسيقي أصلي، عن عمل: Man of La Mancha
- جائزة الأوسكار لأفضل موسيقى تصويرية، عن عمل: بيكيت.

## وصلات خارجية
- لورنس روزنتال على موقع IMDb (الإنجليزية)
- لورنس روزنتال على موقع ميوزك برينز (الإنجليزية)
- لورنس روزنتال على موقع قاعدة بيانات برودواي على الإنترنت (الإنجليزية)
- لورنس روزنتال على موقع أول ميوزيك (الإنجليزية)
- لورنس روزنتال على موقع ديسكوغز (الإنجليزية)
- لورنس روزنتال على موقع قاعدة بيانات الفيلم (الإنجليزية)